# Geografie sídel

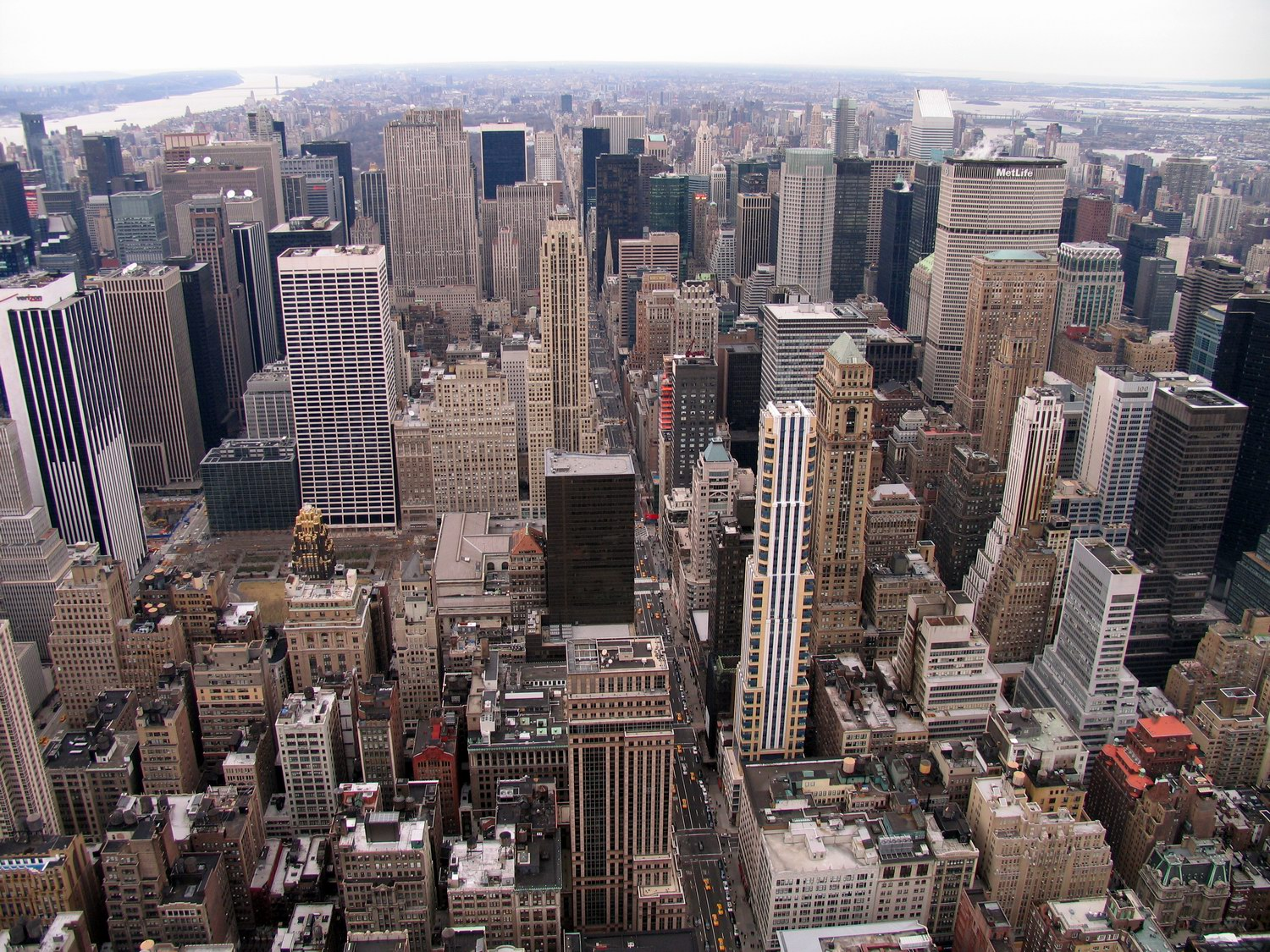
New York, jedna z největších městských oblastí světa

Geografie sídel, někdy také urbánní geografie, je geografická disciplína, která se zabývá studiem historie městského osídlení, vývojem měst, prostorovou strukturou měst či problémy měst. Studuje rovněž polohu měst, jejich funkce, hierarchii (urbánní a sídelní systém). 
Existují dva přístupy při studii geografie sídel:
- studium problémů zabývající se prostorovým rozmístěním samotných měst a komplexem vztahů mezi nimi; jako jsou třeba toky a spojení měst, které vytváří sídelní systém
- studium vnitřní struktury měst; město je chápáno jako systém